# Џабија
Џабија (арап. الجابية‎ / ALA-LC: al-Jābiya) је био град политичког и војног значаја у периоду од 6-8 века. Налазио се између равнице Хаврана и Голанске висовни. У почетку је служио као главни град Гасанида, арапског вазалног краљевства у саставу Византијског царства. Након муслиманског освајања Сирије, рано је постао главни војни логор муслимана у региону, а неко време и главни град Џунд Димашк (округ Дамаск). Калиф Омар је сазвао састанак виших муслиманских личности у граду на коме је одлучено о организацији Сирије и плаћањима за војску. Касније, 684. године, Џабија је била локација самита арапских племена која је изабрала Марвана I за наследника калифа Муавије II. Џабију су често користили Омејадски калифи као сигурно место за своје повлачење. Његов значај је опао када је калиф Сулејман начинио Дабик главним војним логором Муслимана у Сирији.

## Етимологија
Џабијах има "радозналу етимологију", према историчару Ирфану Шахиду. Име се може односити на арапску реч за "резервоар" или сиријску реч за "изабран".

## Историја

### Гасанидски период
Џабија се први пут спомиње око 520. године у сиријском писму епископа Симеона од Бет Аршама у којем наводи да је написао писмо из логора Гасанидског краља Џабале IV ибн ел Харита у Џабији, што он назива "Гбита ". Гасаниди су били арапско хришћанско вазално краљевство Византијског царства. У писму се наводи да је у близини био војни логор Гасанида. Према Шахиду, Симеоново писмо открива да је Џабија место где су се страни изасланици и други званичници састајали са краљевима Гасанида, указујући на значај града. Град се поново спомиње 569. године у сиријском писму, у којем се спомиње "манастир Св. Сергија" у Џабији. Године 587. град Џабија је служио као место састанка за две монофизитске групе, једну коју је водио Петар Калиник, а другу Дамјан из Александрије, који су желели да реше своје верске спорове. Групе нису успеле да постигну споразум, али састанак супарничких монофизитних фракција у Џабији показује његов значај као монофизитског центара.
Џабија је функционисала као главни град Гасанида. Гасанидски краљеви су је користили за своје резиденције. Џабију је називао "Џабиат ел Џавлан" (Џабија Гауланитиса) гасанидски дворски песник Хасана. Град је очигледно био неоштећен у акцијама коју су предводили Лахмиди против Византијске Сирије и током Персијске инвазије на Сирију.

### Рашидунски период
Током муслиманског освајања Сирије, муслиманске снаге су заробиле поражену византијску војску након оближње битке код Јармука. Након тога, Џабија постаје главни војни логор Муслимана у Сирији. Положај је изабрао калиф Омар 638. Да би одржао састанак главних сахаба (пратилаца Мухамеда) и да би одредио послове у Сирији. То је укључивало расподелу ратног плена, организацију војне администрације Сирије и утврђивање плате војника. Исте године, Омар је одржао говор, који се често помиње у муслиманској традицији, који се зове кутбат ел Џабија; пре великог скупа генерала и сахаба, Омар је одредио оснивање дивана (административне задужбине). На почетку, одлучено је да ће локална арапска племена из Сирије бити искључена из дивана, али су на крају уврштена ту и то под притисаком и поред њиховог противљења.
Џабија је служила као почетни административни центар Џунд Димашк (војни дистрикт Дамаска). Током куге Имваса, која је убила бројне муслиманске трупе, Џабија се користила као уточиште за болесне војнике како би се опоравили због њених повољних климатских услова. Као резултат тога, постала је место где су плате војника дистрибуиране. У граду је саграђена велика џамија са минбаром, што је била привилегија стављајући Џабију на једнакост са провинцијским престоницама калифата. Између 639/40 и 660, Џабија је служила као главни град исламске Сирије у целини под гувернерством Муавије I.

### Омејадски период
После оснивања Омајадског калифата од стране Муавије I у 661, Џабија би постала град кроз који би сви Омејадсни калифи прошли током своје владавине. Са смрћу Муавије II 684. и растућом контролом Абд Алаха ибн ел Зубаир над калифатом, локална арапска племена Сирије сазвана су у Јабији да би одржала владавину Омејада. На самиту је председавао Ибн Бадал, поглавица Бану Калба и рођак Калифа Јазеида I (в. 680-683). На самиту нису присуствовали племена Кајси или гувернер Џунд Димашк, Ел Дахак ибн Кајс ел Фихри, који су сви подржавали или симпатисали Ибн ел Зубаира. Иако је Ибн Бахдал лобирао да полубрат Муавије II приступи, други арапски поглавари су одбацили ову сугестију због младости и неискуства полубрата. Вођа племена Бану Џудам, Рав ибн Зинба, подржао је Марвана I за калифаски престо, а друге вође су га следиле. Коначно је постигнут договор којим ће Марван постати калиф, а затим иза Калид ибн Јазид, затим Амр ибн Са'ид ел-Ашдак. "На тај начин је обновљено јединство партије Омаиада, а Ел Џабија је постала колевка династије Марванида", према историчару Анрују Ламенсу.
Марван је касније променио редослед наслеђивања договорен у Џабији тако што је именоваовао за свог наследника свог сина Абд ел Малика. Током последње владавине (685-705), Џабија је често коришћена од стране калифа као једномесечно одмаралиште у пролеће, након повратка у Дамаск из зимског одмаралишта у Ел Синабри на језеру Тибериас. У Џабији је Абд ел Малик наредио да ће га његови синови Ел Валид I и Сулејман наследи као калифа. Ламенс и Шахид су ово описали као "последњи велики политички догађај" који се догодио у Џабији. Током владавине Калифа Сулејмана (715-717), улога Џабије је опала док је главни сиријски војни логор померен северно у Дабик близу арапско-византијске границе. Без обзира на то, Џабија је остала центар округа у Џунд Димашк-у. Њен значај је проширен са порастом Абасидског калифата у Багдаду 750. године.

### Савремени период
Џабијин пад који је почео почетком 8. вијека, по Шахидовим речима, је у данашњем тренутку "потпуно нестао". Џабијино некадашње постојање потврђено је на оближњем брду који носи име, Тел Ел Џабија и капија Баб ел Џабије старог Дамаска. Тел ел Џабију је западни археолог из 19. века описао као "најуочљивију тачку целе земље. То је брдо са два врха, источни и највиши који достиже надморску висину од 2.322 m изнад мора. Оно омогућава сјајан поглед на Северни Хавран и Џедур ".